# Puiggròs
Puiggròs és una vila i municipi de la comarca de les Garrigues, situat a la part septentrional, al límit amb la comarca del Pla d'Urgell i regat pel canal d'Urgell.
Té per alcalde Albert Bellart Queralt
Els patrons de la vila són sant Antoni Abat i sant Roc.

## Geografia
- Llista de topònims de Puiggròs (Orografia: muntanyes, serres, collades, indrets..; hidrografia: rius, fonts...; edificis: cases, masies, esglésies, etc).

## Demografia
| 1497 f | 1515 f | 1553 f | 1717 | 1787 | 1857 | 1877 | 1887 | 1900 | 1910 |
| ------ | ------ | ------ | ---- | ---- | ---- | ---- | ---- | ---- | ---- |
| 12     | 14     | 21     | 64   | 124  | 253  | 256  | 320  | 298  | 331  |

| 1920 | 1930 | 1940 | 1950 | 1960 | 1970 | 1981 | 1990 | 1992 | 1994 |
| ---- | ---- | ---- | ---- | ---- | ---- | ---- | ---- | ---- | ---- |
| 373  | 385  | 381  | 397  | 370  | 342  | 278  | 275  | 260  | 260  |

| 1996 | 1998 | 2000 | 2002 | 2004 | 2006 | 2008 | 2010 | 2012 | 2014 |
| ---- | ---- | ---- | ---- | ---- | ---- | ---- | ---- | ---- | ---- |
| 254  | 255  | 261  | 268  | 254  | 299  | 311  | 311  | 313  | 296  |

| 2016 | 2018 | 2020 | 2022 | 2024 | 2026 | 2028 | 2030 | 2032 | 2034 |
| ---- | ---- | ---- | ---- | ---- | ---- | ---- | ---- | ---- | ---- |
| 287  | 272  | 278  | 257  | 258  | -    | -    | -    | -    | -    |

## Punts d'interès turístic
- Església parroquial de Santa Maria.
- Restes del castell palau de Puiggròs.

## Festes
- Festa major. Se celebra l'últim cap de setmana de juliol.

## Associacions
- Club Ciclista Puiggròs